# Suede (album)
Az 1993-as Suede a Suede debütáló nagylemeze. Megjelenésekor a brit zene történetének leggyorsabban eladott debütáló albumának számított. A brit albumlistát vezette, megnyerte az 1993-as Mercury Music Prize-t, gyakran a britpop mozgalom kezdetének nevezik. Szerepel az 1001 lemez, amit hallanod kell, mielőtt meghalsz című könyvben.

## Az album dalai
|     | Cím             | Szerző(k)                      | Hossz |
| --- | --------------- | ------------------------------ | ----- |
| 1.  | So Young        | Brett Anderson, Bernard Butler | 3:38  |
| 2.  | Animal Nitrate  | Anderson, Butler               | 3:27  |
| 3.  | She's Not Dead  | Anderson, Butler               | 4:33  |
| 4.  | Moving          | Anderson, Butler               | 2:50  |
| 5.  | Pantomime Horse | Anderson, Butler               | 5:49  |
| 6.  | The Drowners    | Anderson, Butler               | 4:10  |
| 7.  | Sleeping Pills  | Anderson, Butler               | 3:51  |
| 8.  | Breakdown       | Anderson, Butler               | 6:02  |
| 9.  | Metal Mickey    | Anderson, Butler               | 3:27  |
| 10. | Animal Lover    | Anderson, Butler               | 4:17  |
| 11. | The Next Life   | Anderson, Butler               | 3:32  |

## Közreműködők

### Suede
- Brett Anderson – ének
- Bernard Butler – gitár, zongora
- Mat Osman – basszusgitár
- Simon Gilbert – dob

### További zenészek
- Shelley Van Loen – hegedű
- Lynne Baker – brácsa
- Caroline Barnes – hegedű
- John Buller – kürtök hangszerelése
- Trevor Burley – cselló
- Simon Clarke – bariton- és tenorszaxofon
- Phil – ütőhangszerek

### Produkció
- Ed Buller – szintetizátor, hangszerelés, billentyűk, producer, hangmérnök
- Gary Stout – hangmérnök
- Tee Corinne – fényképek (borító)
- Peter Barrett – design
- Andrew Biscomb – design
- Pat Pope – fényképek
- Pennie Smith – fényképek

## Fordítás
Ez a szócikk részben vagy egészben a Suede (album) című angol Wikipédia-szócikk ezen változatának fordításán alapul.  Az eredeti cikk szerkesztőit annak laptörténete sorolja fel. Ez a jelzés csupán a megfogalmazás eredetét és a szerzői jogokat jelzi, nem szolgál a cikkben szereplő információk forrásmegjelöléseként.